# 1186 Turnera
1186 Turnera este un asteroid din centura principală, descoperit pe 1 august 1929, de Cyril Jackson.